# Zeliónaia Rosxa (Briansk)
|  | Per a altres significats, vegeu «Zeliónaia Rosxa». |

Zeliónaia Rosxa (en rus: Зелёная Роща) és un poble de l'óblast de Briansk, a Rússia, segons el cens del 2010 tenia 20 habitants. Pertany al districte de Zlinka.